# Lista de episódios de Toma Lá, Dá Cá
A sitcom brasileira Toma Lá, Dá Cá teve seu episódio piloto exibido pela primeira vez em 29 de Dezembro de 2005, mas só entraria para a programação da Rede Globo dois anos depois. Exibida às terças-feiras, substituindo a série A Diarista, teve 20 episódios em sua primeira temporada e sua segunda temporada teve 40 episódios.
No dia 19 de agosto de 2008, devido a transmissão dos Jogos Olímpicos, o seriado não foi ar. O episódio n° 41 foi exibido na semana seguinte, no dia 26 de agosto de 2008.

## Resumo
| Temporada | Temporada | Episódios | Originalmente exibido  | Originalmente exibido  |
| Temporada | Temporada | Episódios | Estreia da temporada   | Final da temporada     |
| --------- | --------- | --------- | ---------------------- | ---------------------- |
|           | Piloto    | Piloto    | 29 de dezembro de 2005 | 29 de dezembro de 2005 |
|           | 1         | 20        | 7 de agosto de 2007    | 18 de dezembro de 2007 |
|           | 2         | 37        | 1 de abril de 2008     | 16 de dezembro de 2008 |
|           | 3         | 34        | 14 de abril de 2009    | 22 de dezembro de 2009 |

## Episódios

### Episódio piloto(2005)
| # | Título do episódio            | Direção       | Roteiro                                | Participações especiais | Exibição original      |
| --- | ----------------------------- | ------------- | -------------------------------------- | ----------------------- | ---------------------- |
| 1 | "(A volta) de Toma Lá, Dá Cá" | Roberto Talma | Miguel Falabella, Maria Carmem Barbosa | Luís Salém              | 29 de Dezembro de 2005 |
| (Especial de Natal) O episódio começa quando Isadora chega de madrugada com um homem, Rita, Arnaldo, Mario Jorge e Celinha estão no hall e colocam o homem para fora e Isadora de castigo. Depois, chega um policial - Tatalo havia tropeçado e deu uma cabeçada num policial, então Mario Jorge e Rita tem que ir tirar o garoto da cadeia. As duas famílias decidem passar o Natal e o Ano Novo juntos. Celinha fará o bolo e a farofa, Rita fica responsável pelo Peru da ceia e resolve encomendar, enquanto isso Rita vai no apartamento de Mario Jorge aonde estão Celinha e Bozena. Lá tem varias roupas para vender e Rita compra um casaco de tricô, antes mesmo de pagar Tatalo estraga a roupa, Rita vai ter que pagar R$400,00 pela roupa. A mulher a quem Rita encomendou o peru de Natal cancelou a encomenda, Rita manda Isadora e Tatalo atrás do peru. Eles desviam o do caminho e fogem para passar o Réveillon com amigos. Então Rita liga para o policial que prendeu Tatalo, então o Policial vai até a rodoviária atrás dos dois. No final da noite todos ficam juntos. |                               |               |                                        |                         |                        |

## 1ª Temporada (2007)
O programa só entraria para a programação da Rede Globo em 2007, com o cancelamento da série A Diarista. Exibido às terças-feiras, atingiu relativo sucesso na sua estreia.
| # | Título do episódio                    | Direção              | Roteiro                                | Participações especiais                                                     | Exibição original      |
| --- | ------------------------------------- | -------------------- | -------------------------------------- | --------------------------------------------------------------------------- | ---------------------- |
| 1 | "O Dia em que a Terra tremeu"         | Mauro Mendonça Filho | Miguel Falabella, Maria Carmem Barbosa | Otávio Augusto, Suzana Pires                                                | 7 de Agosto de 2007    |
| Copélia descobre que seu apartamento se incendiou, e decide morar com a filha Celinha e seu marido Mário Jorge. Isadora rouba a dentadura do deputado Marreta (Otávio Augusto), um cliente importante de Arnaldo. Ao recuperar a dentadura, o dentista o implanta de maneira errada, e Copélia, acidentalmente, lhe oferece um chá alucinógeno. Nota: Marisa Orth substitui Debora Bloch como Rita e Fernanda Souza substitui Mitzi Evelyn como Isadora Primeira Aparição de: Arlete Salles como Copélia                                                                     |                                       |                      |                                        |                                                                             |                        |
| 2 | "A Mais Bela Casada"                  | Mauro Mendonça Filho | Miguel Falabella, Maria Carmem Barbosa | Maria Padilha                                                               | 14 de Agosto de 2007   |
| Bozena inscreve Celinha e Rita para o concurso de beleza A Mais Bela Casada do condomínio em 2007, apesar da reprovação de dona Álvara. As duas ficam obcecadas para ganhar o concurso, e passam por um embelezamento para vencer as concorrentes, em especial a mais forte candidata, Marli Matoso (Maria Padilha). Primeira Aparição de: Stella Miranda como Álvara |                                       |                      |                                        |                                                                             |                        |
| 3 | "Quando Paris Ilumina"                | Mauro Mendonça Filho | Miguel Falabella, Maria Carmem Barbosa | -                                                                           | 21 de Agosto de 2007   |
| Para ganhar uma recompensa em dinheiro, o quarteto se submete a testar um remédio e gravar depoimentos dos efeitos do remédio. Todos sonham com o que fazer com seu dinheiro, mas quando Dona Álvara diz que está se sentindo mal, todos se apavoram com o perigo que o remédio pode trazer. |                                       |                      |                                        |                                                                             |                        |
| 4 | "Boi Sonso, Marrada Certa"            | Mauro Mendonça Filho | Miguel Falabella, Maria Carmem Barbosa | Marília Pêra                                                                | 28 de Agosto de 2007   |
| O quarteto está em clima de superstição. A confusão começa com Mário Jorge, seguida por Arnaldo, tendo seu fim e sendo solucionada por Copélia, que como é uma mulher de soluções, para resolver esse dia, resolve chamar Ivone (Marília Pêra) (ou a francesa Madame Madelon), mãe de santo que mais bebe do que reza. O quarteto fica meio ressabiado com a mulher, mas, acabam aceitando a proposta. Quando o espírito toma o corpo de Ivone, muitas revelações são feitas ao quarteto.                                                                                    |                                       |                      |                                        |                                                                             |                        |
| 5 | "A Língua Não Tem Osso"               | Mauro Mendonça Filho | Miguel Falabella, Maria Carmem Barbosa | Dudu Azevedo                                                                | 4 de Setembro de 2007  |
| Ao chegar da gandaia com Isadora, Copélia enfrenta a ira de Rita, que a acusa de bêbada e louca. Decidida a se vingar, a mãe de Celinha liga para Dona Álvara e inventa que Rita está chamando o marido dela, Ladir, de gay. Enquanto isso, Arnaldo estuda estratégias para iniciar as vendas de seus produtos da Equipe Cão em sociedade com Mário Jorge. Mas, se depender de Álvara, o investimento dos dois irá por água abaixo! |                                       |                      |                                        |                                                                             |                        |
| 6 | "Espelho, Espelho Meu..."             | Mauro Mendonça Filho | Miguel Falabella, Maria Carmem Barbosa | Carlos Bonow                                                                | 11 de Setembro de 2007 |
| O cuidado com a aparência preocupa Mário Jorge, que está se sentindo acima do peso. Enquanto isso, Arnaldo, sem conseguir parar de comer frituras, compra uma esteira para se exercitar. Para deleite das mulheres, Tadeu (Carlos Bonow), um personal trainer, chega para instalá-la. Isadora, Copélia, Rita, Celinha e Bozena ficam encantadas com o visual atlético do rapaz, o que irrita Mário Jorge, Arnaldo... e dona Álvara! |                                       |                      |                                        |                                                                             |                        |
| 7 | "Dolly Pancada Seca"                  | Mauro Mendonça Filho | Miguel Falabella, Maria Carmem Barbosa | Rogéria, Thiago Martins e Augusto Madeira                                   | 18 de Setembro de 2007 |
| Celinha organiza um jantar elegante para sua tia Dolly (Rogéria), que acaba de sair da prisão. Para estragar a noite dos casais, dona Álvara invade o apartamento de Rita horas antes, acusando-a de ter uma conexão clandestina de TV. A culpa é de Isadora e Tatalo, que chamam o amigo Marcinho (Thiago Martins) para refazer o "gato". Mas ele provoca um blecaute, que aumenta a confusão no prédio, ainda mais quando Álvara volta com um policial (Augusto Madeira), querendo prender Rita!                                                                           |                                       |                      |                                        |                                                                             |                        |
| 8 | "Boa Noite, Seu Ladir"                | Mauro Mendonça Filho | Miguel Falabella, Maria Carmem Barbosa | Sidney Magal, Chico Tenreiro                                                | 25 de Setembro de 2007 |
| Copélia leva Esteban (Sidney Magal), um namorado que conheceu na internet, para se hospedar na casa de Celinha. Mas durante a entrega do prêmio "Molar de Ouro", na casa de Arnaldo, dona Álvara invade o apartamento avisando que houve um assalto no prédio. O que eles não contavam é que o ladrão fosse Esteban, que acaba fazendo todos de refém! |                                       |                      |                                        |                                                                             |                        |
| 9 | "Freud Já Não Explica Mais"           | Mauro Mendonça Filho | Miguel Falabella, Maria Carmem Barbosa | Lília Cabral e Rogerio Barros                                               | 2 de Outubro de 2007   |
| Celinha fica sabendo que Adônis levou uma revista adulta para o colégio e causou o maior alvoroço entre os alunos. Para resolver o problema, chega ao Jambalaia Ocean Drive a Dra. Mísia (Lília Cabral), que além de psicóloga, é prima de Dona Álvara. A doutora dá sua solução para o caso ao quarteto: "Vocês vão voltar a viver com seu ex-cônjuge para eu poder identificar onde foi que a coisa degringolou!". E a confusão só aumenta. |                                       |                      |                                        |                                                                             |                        |
| 10 | "Entrando Pelo Cano"                  | Mauro Mendonça Filho | Miguel Falabella, Maria Carmem Barbosa | Frank Menezes                                                               | 9 de Outubro de 2007   |
| Celinha, Mário Jorge, Copélia e Adônis sofrem com um vazamento de água em seu apartamento. Dona Álvara indica o encanador Norival (Frank Menezes) para fazer o reparo, mas ele se descontrola ao ver Bozena, sua antiga paixão. Os demais familiares – Rita, Arnaldo, Isadora e Tatalo – tentam convencer Bozena a se reconciliar com o ex-namorado, já que essa é a única forma de ter o serviço de encanamento finalizado. |                                       |                      |                                        |                                                                             |                        |
| 11 | "O Sequestro"                         | Mauro Mendonça Filho | Miguel Falabella, Maria Carmem Barbosa | Mauro Mendonça e Lúcia Alves                                                | 16 de Outubro de 2007  |
| Celinha fica desesperada ao notar que sua mãe, Copélia, desapareceu. Mário Jorge e Adônis comentam as fofocas que percorrem os blocos do condomínio: Copélia teria se envolvido com o Mário Pavão (Mauro Mendonça) marido de Léa Lúcia (Lúcia Alves), uma ciumenta esposa que pratica judô nas horas vagas. Imediatamente, Celinha acredita que sua mãe foi sequestrada. Mais tarde, Copélia chega em casa e explica que estava com a judoca, mas conseguiu fugir. O que ela não esperava é que Léa Lúcia a seguiria, e ainda que Léa Lúcia é a melhor amiga de Dona Álvara. |                                       |                      |                                        |                                                                             |                        |
| 12 | "O Y do Problema"                     | Mauro Mendonça Filho | Miguel Falabella, Maria Carmem Barbosa | Douglas Silva, Bianca Comparato, Marcelo Adnet, Renata Sayuri               | 23 de Outubro de 2007  |
| Os quatro viajam e deixam os filhos sozinhos em casa. Isadora, Adônis, Tatalo e Copélia aproveitam a oportunidade e organizam duas festas nos apartamentos, uma de funk e outra de música eletrônica. Dona Álvara aparece e tenta dar fim à bagunça, mas acaba engolindo um comprimido que a deixa louca para beijar alguém e ir ao matagal. Até que Rita, Arnaldo, Mário Jorge e Celinha chegam de surpresa e se espantam com o que encontram em suas casas. |                                       |                      |                                        |                                                                             |                        |
| 13 | "Atrás do Trio Elétrico"              | Mauro Mendonça Filho | Miguel Falabella, Maria Carmem Barbosa | Juliana Paes e André Gonçalves                                              | 30 de Outubro de 2007  |
| Como ela e Bozena discutem muito, Rita contrata uma nova diarista, Suellen (Juliana Paes). Com roupas coladas ao corpo e pouca desenvoltura na arrumação da casa, a moça deixa Mário Jorge, Arnaldo e Tatalo de queixo caído. E para piorar, Celinha descobre que a moça é indicação de Álvara e passa a desconfiar que ela não seja uma diarista de verdade. |                                       |                      |                                        |                                                                             |                        |
| 14 | "De Véu e Grinalda"                   | Mauro Mendonça Filho | Miguel Falabella, Maria Carmem Barbosa | -                                                                           | 6 de Novembro de 2007  |
| A síndica Álvara resolve montar o bazar do Jambalaya Ocean Drive e convida os moradores para participarem do evento. Para a felicidade de Bozena, que reclama de falta de espaço, Rita aproveita a ocasião para limpar sua casa e se desfazer dos objetos antigos que ainda guarda. Mas enquanto as duas arrumam todo o apartamento procurando coisas para vender no bazar, Arnaldo compra diversas outros objetos no evento, deixando Rita e Bozena revoltadas. |                                       |                      |                                        |                                                                             |                        |
| 15 | "Onde Há Fumaça..."                   | Mauro Mendonça Filho | Miguel Falabella, Maria Carmem Barbosa | -                                                                           | 13 de Novembro de 2007 |
| Todos são surpreendidos por Rita e Arnaldo com uma notícia bombástica: Tatalo foi o primeiro colocado no Provão das Américas, um feito genial. Para comemorar o feito inédito, eles fazem um churrasco na varanda do apartamento. Dona Álvara surge disposta a impedir o churrasco, mas Arnaldo ignora o aviso e inicia o banquete. Ao mesmo tempo, a fumaça ativa o sistema de incêndio e começa a chover! |                                       |                      |                                        |                                                                             |                        |
| 16 | "Quem Muito se Abaixa"                | Mauro Mendonça Filho | Miguel Falabella, Maria Carmem Barbosa | Jacqueline Laurence, Cissa Guimarães e Anderson Lau                         | 20 de Novembro de 2007 |
| Cleide (Cissa Guimarães), uma amiga de faculdade de Arnaldo, revela que quando jovem engravidou do dentista. Enquanto isso, Isadora e Copélia armam mais uma confusão: elas tiram fotos de seus familiares e as usam em estampas de camisetas da sua mais nova grife, a “Carne Urbana”. Para estragar a festa, surge a mãe de Mário Jorge, dona Geneviève (Jacqueline Laurence). Ao desconfiar de que foi fotografada pela neta sem sua autorização, Geneviève vai ao Jambalaya para cobrar uma explicação!                                                                  |                                       |                      |                                        |                                                                             |                        |
| 17 | "Sem Terra, Sem Grana e Sem Vergonha" | Mauro Mendonça Filho | Miguel Falabella, Maria Carmem Barbosa | Alexandre Moreno, Aramis Trindade, Igor Paiva, Inês Peixoto e Marcella Rica | 27 de Novembro de 2007 |
| Um grupo de sem-terras, liderados por Lurde e Pereirinha, resolve invadir o apartamento de Arnaldo para negociar a posse do terreno dele em Saquarema. Bozena logo reconhece o sotaque paranaense de Lurde e descobre que algumas famílias são de Francisco Beltrão, cidade rival de Pato Branco. Copélia reconhece Pereirinha da penitenciária que visita e desconfia que os invasores do terreno não são sem-terras de verdade. Para piorar, dona Álvara fica irritada com a invasão do prédio e chama o Bope.                                                             |                                       |                      |                                        |                                                                             |                        |
| 18 | "Galinha Que Come Pedra"              | Mauro Mendonça Filho | Miguel Falabella, Maria Carmem Barbosa | Francisco Cuoco, Marcelo Valle e Carol Machado.                             | 4 de Dezembro de 2007  |
| Celinha é escolhida para ser garota-propaganda de uma marca de caldo de galinha. A marca exige, no entanto, que ela pose junto com Copélia, na campanha publicitária. Celinha fica desesperada, pois precisa convencer sua mãe a se vestir e a se comportar como uma senhora de idade. Copélia aceita realizar o sonho da filha e muda o visual, para a diversão de todos. Mais tarde, eles recebem a visita de Dr. Pauleta (Francisco Cuoco), dono da marca de caldo de galinha para fechar o contrato. A única que chega para desmascarar Copélia é a síndica Álvara.      |                                       |                      |                                        |                                                                             |                        |
| 19 | "Nem Tudo é Realidade"                | Mauro Mendonça Filho | Miguel Falabella, Maria Carmem Barbosa | Mauro Mendonça, Eduardo Dusek e Marcelo Laham                               | 11 de dezembro de 2007 |
| Bozena é selecionada para participar de um reality show. Os patrões autorizam e também aproveitam para faturar em cima dela. Arnaldo clareia os dentes da diarista e pede que ela faça propaganda dele, enquanto Mário Jorge vira seu empresário. Isadora e Copélia aconselham Bozena a ser polêmica dentro do programa, mas o inesperado vem de Álvara, que convida um repórter e invade os apartamentos para mostrar a vida dos patrões. Mas a popularidade da diarista no jogo vai ser afetada.                                                                           |                                       |                      |                                        |                                                                             |                        |
| 20 | "O Homem que Veio Arrochar"           | Mauro Mendonça Filho | Miguel Falabella, Maria Carmem Barbosa | Tato Gabus Mendes                                                           | 18 de dezembro de 2007 |
| Celinha está empenhada em trazer bons fluidos para seu apartamento. Frenética e cheia de disposição, a dona-de-casa compra um livro de Feng Shuí. Copélia embarca numa viagem holística e convida seu mestre espiritual, o Shonganashana (Tato Gabus Mendes), para visitar a casa da filha. Para renovar o espírito das famílias, é organizada uma sessão com o mestre. Mas ele quer apenas as mulheres presentes... |                                       |                      |                                        |                                                                             |                        |

## 2ª Temporada (2008)
| # | Título do episódio                   | Direção              | Roteiro                                | Participações especiais                                                                                   | Exibição original      |
| --- | ------------------------------------ | -------------------- | -------------------------------------- | --- | ---------------------- |
| 21 (1) | "Sempre Cabe Mais Um"                | Mauro Mendonça Filho | Miguel Falabella, Maria Carmem Barbosa | Anna Cotrim e Jéssica Marina                                                                              | 01 de abril de 2008    |
| Um novo personagem se junta às confusões dos moradores do Jambalaya: Ladir, o estranho marido da síndica Álvara. Além do casal, o quarteto continua criando confusões. Enquanto isso, Tatalo conta para os pais que sua namorada está grávida. Já Isadora revela que vai ingressar na carreira política e terá Copélia como sua assessora. Primeira Aparição de: Ítalo Rossi como Ladir |                                      |                      |                                        | |                        |
| 22 (2) | "Despedida de Casado"                | Mauro Mendonça Filho | Miguel Falabella, Maria Carmem Barbosa | Viviane Araújo, Walney Aguiar e Cláudio Andrade                                                           | 08 de abril de 2008    |
| Mário Jorge tem a ideia de levar Adônis e Tatalo junto com ele, Arnaldo e Ladir para a despedida de casado de um morador do prédio, que convidou todos os homens do Jambalaya. O evento, no entanto, é em um clube noturno, o que faz com que Isadora tenha a ideia de levar todas as mulheres em outro clube, deixando Álvara e Copélia enlouquecidas! |                                      |                      |                                        | |                        |
| 23 (3) | "Quem Canta Seus Males Espanta"      | Mauro Mendonça Filho | Miguel Falabella, Maria Carmem Barbosa | Alexandre Zacchia, Jéssica Marina e Carlos Sato                                                           | 15 de abril de 2008    |
| Arnaldo ganha um karaokê em uma rifa e se entusiasma com a ideia de soltar a voz, bem como Álvara e Mário Jorge. Para completar, Isadora aluga o salão de festas do prédio e convida toda a comunidade do Porco Fumado para o evento. Os moradores tentam impedir a entrada, e a comunidade vai para toda nos apartamentos do quarteto, que está comemorando o aniversário de Bozena. Mas Ladir e Copélia se encarregam de não deixar a festa acabar! |                                      |                      |                                        | |                        |
| 24 (4) | "Uma Epidemia Politicamente Correta" | Mauro Mendonça Filho | Miguel Falabella, Maria Carmem Barbosa | Sérgio Hondjakoff e Teuda Bara                                                                            | 22 de abril de 2008    |
| Larica, um rapaz de 21 anos, quer um compromisso sério com Copélia. Ela, no entanto, recusa, mas sofre com o término do relacionamento e faz um protesto. O edifício Jambalaya sofre com a epidemia de dengue. Para isso, Álvara, em aliança com Isadora, contrata um personal fumacê – um funcionário exclusivo para cada morador que é responsável por espantar os mosquitos. |                                      |                      |                                        | |                        |
| 25 (5) | "Errados pra Cachorros"              | Mauro Mendonça Filho | Miguel Falabella, Maria Carmem Barbosa | Bia Nunnes, Lourival Prudêncio e Jéssica Marina                                                           | 29 de abril de 2008    |
| O carro de Arnaldo é arrombado dentro do Jambalaya. Levam o toca-fitas e as fitas cassetes. Ele tenta tirar satisfação com dona Álvara, mas a síndica faz questão de não atendê-lo, pois desviou o dinheiro da segurança para satisfazer vontades de Ladir. Enquanto isso, Copélia aplica um produto que estica todo o rosto de Mário Jorge, e Lurdinha, a mãe de Grace, proíbe Adônis de namorar a menina. |                                      |                      |                                        | |                        |
| 26 (6) | "Em Pratos Limpos"                   | Mauro Mendonça Filho | Miguel Falabella, Maria Carmem Barbosa | Bia Nunnes, Jéssica Marina e Walney Aguiar                                                                | 06 de maio de 2008     |
| É época de se eleger um novo síndico no Jambalaya e Álvara se empolga com uma possível reeleição. Ela desafia Mário Jorge a arranjar um candidato à sua altura. Arnaldo lança sua candidatura e Celinha resolve se candidatar também. No dia da votação, o debate entre os candidatos faz com que todos confessem suas piores manias, levando o condomínio à loucura e a um final surpreendente! |                                      |                      |                                        | |                        |
| 27 (7) | "Nosso Homem em Malibu"              | Mauro Mendonça Filho | Miguel Falabella, Maria Carmem Barbosa | Victor Fasano                                                                                             | 13 de maio de 2008     |
| Tito, um amigo de juventude de Mário Jorge e Rita, se mudou para Malibu e hoje está milionário. Só que ele descobre que está com uma doença grave e decide deixar tudo para os dois, pois são o único casal que conhece que está feliz há 20 anos. Agora, para receber a herança, eles terão que fingir que ainda são casados. E Mário Jorge não contava que Tito fosse se interessar justamente por Celinha! Ausente: Ítalo Rossi como Ladir |                                      |                      |                                        | |                        |
| 28 (8) | "Falando Grosso"                     | Mauro Mendonça Filho | Miguel Falabella, Maria Carmem Barbosa | Suzana Pires, Carlos Casagrande e Larissa Bracher                                                         | 20 de maio de 2008     |
| Álvara bombardeia Mário Jorge com a notícia de que Deise Coturno, uma moradora do Jambalaya, o está processando por tê-la chamado de "sapatão furioso". Agora ele vai ter que pedir desculpas perante a uma parada de lésbicas senão vai ser processado. Enquanto isso, Rita e Arnaldo têm sonhos estranhos com um casal recém-chegado ao condomínio. Primeira Aparição de: Norma Bengell como Deise Ausente: Ítalo Rossi como Ladir |                                      |                      |                                        | |                        |
| 29 (9) | "Os Bem Casados"                     | Mauro Mendonça Filho | Miguel Falabella, Maria Carmem Barbosa | Antônia Frering, Alexandre Zacchia, Jéssica Marina, Frederico Reuter, Cristiano Gualda e Lucilia de Assis | 27 de maio de 2008     |
| Rita e Celinha decidem dar um tempo nos casamentos, inconformadas com várias coisas de Arnaldo e Mário Jorge. Enquanto isso, Álvara promove no condomínio uma festa de bolero, onde os dois casais tentam provocar ciúmes uns nos outros, e Copélia sai à caça de alguém. Ausente: Ítalo Rossi como Ladir e Norma Bengell como Deise |                                      |                      |                                        | |                        |
| 30 (10) | "Olha a Cobra!"                      | Mauro Mendonça Filho | Miguel Falabella, Maria Carmem Barbosa | Alexandre Zacchia, Duda Ribeiro e Luciano Pullig                                                          | 03 de junho de 2008    |
| Álvara promove uma festa junina no Jambalaya. Entusiasmada, Celinha fica responsável pela barraca de doces. Mas antes que tudo seja vendido, a síndica faz questão de experimentar! Já Ladir se compromete com a quadrilha, sendo coreógrafo, cenógrafo, figurinista e a noiva. Enquanto isso, Isadora começa a andar com um segurança. Ausente: Ítalo Rossi como Ladir e Norma Bengell como Deise |                                      |                      |                                        | |                        |
| 31 (11) | "Mãe só tem Uma"                     | Mauro Mendonça Filho | Miguel Falabella, Maria Carmem Barbosa | Rosamaria Murtinho e João Cunha                                                                           | 10 de junho de 2008    |
| É dia das Mães e Cidalva, a mãe de Arnaldo, resolve ir ao Jambalaya. Mas além de ser assaltada na entrada do condomínio, ela ainda se depara com uma grande confusão: Mário Jorge, Copélia e Ladir foram presos por se envolver em uma briga com um travesti em um motel. E agora os repórteres invadem o edifício em polvorosa atrás de uma declaração. Ausente: Ítalo Rossi como Ladir |                                      |                      |                                        | |                        |
| 32 (12) | "A Isadora o que é de Isadora"       | Mauro Mendonça Filho | Miguel Falabella, Maria Carmem Barbosa | Eliana Rocha e Tati Pasquali                                                                              | 17 de junho de 2008    |
| Finalmente chega o dia das eleições! Isadora pede a ajuda de toda a família no apoio a sua candidatura. Os moradores do Jambalaya e da comunidade do Porco Fumado votam na aspirante a vereadora. Enquanto isso, a eleita Solângela, rival de Isadora, tenta descobrir as falcatruas da candidata e atrapalhar a campanha. Ausente: Ítalo Rossi como Ladir |                                      |                      |                                        | |                        |
| 33 (13) | "A Cinderela de Pato Branco"         | Mauro Mendonça Filho | Miguel Falabella, Maria Carmem Barbosa | Cristina Mutarelli, Nicolas Bartolo e Ricardo Duque                                                       | 24 de junho de 2008    |
| Depois de ter problemas com uma reforma malfeita nos apartamentos, as famílias se preparam para a festa de formatura de Adônis. Mas um incidente atrapalha a ida de Bozena, que vai contar com a ajuda de Deise Coturno para ir à festa e passar de Gata Borralheira à "dublê" de Copélia! Ausente: Ítalo Rossi como Ladir |                                      |                      |                                        | |                        |
| 34 (14) | "O Vestido que a Lady Deu"           | Mauro Mendonça Filho | Miguel Falabella, Maria Carmem Barbosa | Débora Olivieri e Vera Mancini                                                                            | 01 de julho de 2008    |
| Rita faz amizade com Evangelina Durêia, uma socialite que foi amiga da própria Lady Di e pretende fazer um leilão beneficente com roupas da princesa no Jambalaya, o que empolga Álvara. Só que um mínimo movimento pode ser considerado um lance e isso vai gerar muita confusão para o quarteto. Ausente: Ítalo Rossi como Ladir e Norma Bengell como Deise |                                      |                      |                                        | |                        |
| 35 (15) | "A Greve da Carne"                   | Mauro Mendonça Filho | Miguel Falabella, Maria Carmem Barbosa | Fábio Herford                                                                                             | 08 de julho de 2008    |
| Mário Jorge, Arnaldo e os homens do condomínio estão com os nervos à flor da pele por conta da Copa Jambalaya, um torneio de futebol promovido por Álvara a partir da ideia de Ladir. Para dar um jeito na situação, as mulheres resolvem organizar uma greve de sexo (para desespero de Copélia) a fim de acabar com a competição. Ausente: Ítalo Rossi como Ladir |                                      |                      |                                        | |                        |
| 36 (16) | "A Classe Média vai ao Paraíso"      | Mauro Mendonça Filho | Miguel Falabella, Maria Carmem Barbosa | Thiago Fragoso, Tati Pasquali, Cláudia Tisato, Fábio Nascimento e Leonardo Thiré                          | 15 de julho de 2008    |
| Isadora bombardeia Rita e Mário Jorge com a notícia de que vai se casar com Ícaro Mojave, um jovem deputado com vários processos nas costas, que ela deseja tornar cliente de Arnaldo. Para agradar a família da noiva, ele convida todos para o casamento em Las Vegas. Mas a viagem não vai sair como eles esperavam! Ausente: Ítalo Rossi como Ladir |                                      |                      |                                        | |                        |
| 37 (17) | "Dª Rita, a Solteira"                | Mauro Mendonça Filho | Miguel Falabella, Maria Carmem Barbosa | Ary França                                                                                                | 22 de julho de 2008    |
| Rita planeja um dia de solteira para cuidar de si mesma, já que Arnaldo está viajando. Enquanto isso, os telefones relacionados à Isadora estão sendo grampeados e Deise tenta descobrir quem está por trás disso. Até que surge no condomínio Beraldo, um homem que se faz passar por interessado em apartamento, mas na verdade é um ladrão que faz toda a trupe de refém! Ausente: Diogo Vilela como Arnaldo e Ítalo Rossi como Ladir |                                      |                      |                                        | |                        |
| 38 (18) | "Sururu no Matagal"                  | Mauro Mendonça Filho | Miguel Falabella, Maria Carmem Barbosa | José D'Artagnan Júnior, Izak Dahora, Aldo Perrota, Christie Barth, Marcela Tinti e Angela Heinen          | 29 de julho de 2008    |
| Alguns cientistas garantem que o matagal ao lado do Jambalaya é rico em futestônio, um minério raro que tem o efeito de recuperar o desejo sexual. A notícia se espalha rápido e a possibilidade de enriquecimento leva todos a explorarem o local. Mas Ladir, Deise e Copélia ficam desesperados com a possível destruição da mata e resolvem protestar. |                                      |                      |                                        | |                        |
| 39 (19) | "A Vida é uma Roleta Russa."         | Mauro Mendonça Filho | Miguel Falabella, Maria Carmem Barbosa | Carmem Verônica e Ângela Dip                                                                              | 05 de agosto de 2008   |
| Rita faz aniversário e tenta escapar das confusões de sua família, mas não consegue. Celinha prepara um bolo e todos aparecem em sua casa de surpresa. Para o espanto de Mário Jorge, está no apartamento de sua ex-mulher Ivana Carraro, uma famosa corretora de imóveis que ele namorou, mas que ele largou por Rita. Enquanto isso, Copélia arma um cassino clandestino com a cumplicidade de Álvara. |                                      |                      |                                        | |                        |
| 40 (20) | "Na Boca do Sapo"                    | Mauro Mendonça Filho | Miguel Falabella, Maria Carmem Barbosa | Maria Maya e Irene Serejo                                                                                 | 12 de agosto de 2008   |
| Bozena se demite do trabalho na casa de Rita e para substitui-la, a corretora contrata Iraci. A novata, no entanto, é uma feiticeira e faz do apartamento um lugar para atender seus clientes. Os moradores do Jambalaya ficam entusiasmados com as previsões da moça e fazem fila para falarem com ela. Enquanto isso, Deise contrata Bozena com segundas intenções. |                                      |                      |                                        | |                        |
| 41 (21) | "A Mais Linda das Idades"            | Mauro Mendonça Filho | Miguel Falabella, Maria Carmem Barbosa | Carmem Verônica                                                                                           | 26 de agosto de 2008   |
| Adônis completa 15 anos de idade. Celinha fica entusiasmada com a data e passa o dia preparando uma festa surpresa. Mário Jorge discute com Rita e a expulsa de sua casa. A confusão é tanta que ela e Arnaldo roubam as coisas da festa e a transferem para seu apartamento. Enquanto isso, Leda, amiga de Copélia, resolve colocar uma prótese de silicone nos lábios e tem uma reação alérgica. Irritada, ela ameaça processar Arnaldo e Ladir, os responsáveis. |                                      |                      |                                        | |                        |
| 42 (22) | "A Importância de ser Copélia"       | Mauro Mendonça Filho | Miguel Falabella, Maria Carmem Barbosa | Leonardo Miggiorin                                                                                        | 02 de setembro de 2008 |
| Ladir e Álvara resolvem promover o concurso Gato e Gata Jambalaya. Tatalo se empenha em ganhar a competição e Ladir, mesmo apostando na vitória de Adônis, se torna o personal stylist do rapaz. Enquanto isso, o quarteto descobre que, há 30 anos, Copélia foi estrela de um filme considerado um clássico do cinema pornô! E ainda: Isadora resolve promover um sáfari turístico pelo Jambalaya, com a ajuda de Dirceuzinho, um discípulo de Ladir. |                                      |                      |                                        | |                        |
| 43 (23) | "Império sem Sentido"                | Mauro Mendonça Filho | Miguel Falabella, Maria Carmem Barbosa | Gustavo Gasparani                                                                                         | 09 de setembro de 2008 |
| Álvara leva um paranormal ao prédio e os moradores do Jambalaya resolvem fazer uma regressão para ajudá-los a entender a origem dos problemas. Eles vão parar no século XIX. Durante o processo, Bozena descobre que foi uma negra de um quilombo em Pato Preto e que as confusões armadas por eles vêm de outras vidas! |                                      |                      |                                        | |                        |
| 44 (24) | "Adivinhe Quem Vem Para Mamar"       | Mauro Mendonça Filho | Miguel Falabella, Maria Carmem Barbosa | Bruno Padilha e Stella Maria Rodrigues                                                                    | 16 de setembro de 2008 |
| O condomínio Jambalaya fica em polvorosa com a primeira visita dos gêmeos de Tatalo, Arreli e Mariri. Enquanto isso, Arnaldo enche o saco de todos ensaiando para um comercial de pasta de dente. Para aumentar a confusão, Isadora e Copélia terão que cumprir uma prisão domiciliar, mas vão dar um jeito de enfrentar a situação contando com a ajuda de Bozena e Ladir. Ausente: Norma Bengell como Deise |                                      |                      |                                        | |                        |
| 45 (25) | "Pior do que Está Sempre pode Ficar" | Cininha de Paula     | Miguel Falabella, Maria Carmem Barbosa | Duda Mamberti e Juan Alba                                                                                 | 23 de setembro de 2008 |
| Mário Jorge vende um apartamento e ganha como comissão uma pick-up importada. Porém alguém bate no carro e foge sem deixar pistas. Para tentar desvendar o mistério, Álvara contrata o detetive Meira. Enquanto ele não chega a uma conclusão, Bozena, Copélia e Isadora, que descobrem que Arnaldo é o culpado, aproveitam para tirar vantagens do acontecido. Ausente: Norma Bengell como Deise |                                      |                      |                                        | |                        |
| 46 (26) | "O Buraco é Mais Embaixo"            | Cininha de Paula     | Miguel Falabella, Maria Carmem Barbosa | Carmem Verônica                                                                                           | 30 de setembro de 2008 |
| Os moradores do Jambalaya se preparam para um campeonato de buraco. O quarteto treina uma série de sinais para vencer as outras duplas. Só que antes do início da partida, Isadora anuncia que o pagamento da taxa de condomínio dos dois apartamentos está atrasado 14 meses, pois ela prometeu arcar com a despesa, mas não pagou. Desesperados, Mário Jorge e Arnaldo vão para o "tudo ou nada" com dona Álvara, que faz uma proposta inimaginável para os dois! Ausente: Norma Bengell como Deise |                                      |                      |                                        | |                        |
| 47 (27) | "Além da Arrebentação"               | Cininha de Paula     | Miguel Falabella, Maria Carmem Barbosa | Flávio Bauraqui e Leandro Develly                                                                         | 07 de outubro de 2008  |
| Depois de muita insistência de Celinha, Mário Jorge e Rita, Arnaldo decide vender seu terreno em Saquarema. Para tanto, ele tem apenas uma condição: todos devem passar um último fim de semana acampando no local. O que eles não esperavam é que a viagem se transformasse num programa de índio, já que o terreno está em estado precário. Mas o clima parece melhorar quando Copélia conhece Nego Júnior, um cantor em liberdade condicional. A partir daí, todos fazem de tudo para convencê-lo de que a compra seria um "negócio da china". Ausente: Norma Bengell como Deise |                                      |                      |                                        | |                        |
| 48 (28) | "Voo Cego"                           | Cininha de Paula     | Miguel Falabella, Maria Carmem Barbosa | Marcelo Várzea e Júlio Natale                                                                             | 14 de outubro de 2008  |
| Rita é surpreendida por uma cesta de café da manhã enviada pelo mais recente noivo de Isadora, um senhor 76 anos mais velho do que ela: uma notícia que cai como uma bomba. Já no apartamento de Celinha, um homem desmaiado preso a uma asa-delta invade a sala. Enquanto um problema vem pela janela, outro aparece pela porta: Álvara e Ladir querem processar Arnaldo por uma ponte fixa que ficou fixa demais. Em meio a tudo isso, todos descobrem que o homem da asa-delta é um milionário riquíssimo, e a ganância de todos é levada ao limite. Ausente: Norma Bengell como Deise |                                      |                      |                                        | |                        |
| 49 (29) | "O Pecado Malha ao Lado"             | Cininha de Paula     | Miguel Falabella, Maria Carmem Barbosa | Rita Guedes                                                                                               | 21 de outubro de 2008  |
| Celinha e Rita estão furiosas porque Mário Jorge e Arnaldo as chamaram de Vanessa - a nova e bela moradora do prédio. No entanto, quando Isadora anuncia que será construído um novo condomínio ao lado do Jambalaya e que o empresário está à procura de um chefe de vendas, Rita se alia a Vanessa e usa os "dotes" da moça para atrair clientes. Incomodado com o sucesso da ex-mulher, Mário Jorge convoca Copélia para incrimentar as vendas e a disputa pega fogo. Ausente: Norma Bengell como Deise |                                      |                      |                                        | |                        |
| 50 (30) | "É dos Carecas que Elas Gostam Mais" | Cininha de Paula     | Miguel Falabella, Maria Carmem Barbosa | Carmem Lu de Mendonça                                                                                     | 28 de outubro de 2008  |
| Copélia está animada porque vai receber a visita de Shavirrara, um guru que conheceu na Índia. Só que ele não aparece e manda em seu lugar Moranga, que Isadora resolve acolher em sua casa. Ocorre, porém, que ela tem hábitos inusitados: usa bijuterias como braceletes de cabelos humanos. Só que a estranha está disposta a fazer um investimento no Jambalaya, o que faz Álvara crescer os olhos para cima dela. Ausente: Norma Bengell como Deise |                                      |                      |                                        | |                        |
| 51 (31) | "Cara de Uma, Olho Junto da Outra"   | Cininha de Paula     | Miguel Falabella, Maria Carmem Barbosa | Alexandra Richter, Juliana Baroni e João Cunha                                                            | 04 de novembro de 2008 |
| Após descobrir que nasceu no mesmo dia e maternidade que a filha de uma socialite milionária, Isadora arma um plano para forjar um exame de DNA. Mário Jorge, que havia prometido um implante de silicone a Celinha, decide usar o dinheiro da cirurgia para financiar a ideia da filha. O problema é que Isadora ataca a mulher na rua para conseguir uma mecha de cabelo e acaba sendo seguida. Assim, Quietinha Albuquerque e sua filha Louquinha vão parar no Jambalaya. Ausente: Norma Bengell como Deise |                                      |                      |                                        | |                        |
| 52 (32) | "A Malícia da Milícia"               | Cininha de Paula     | Miguel Falabella, Maria Carmem Barbosa | - | 11 de novembro de 2008 |
| Arnaldo se oferece para ajudar Mário Jorge (que está passando por problemas com Celinha), indicando um endocrinologista para o amigo, desde que ele mantenha absoluto segredo sobre o que Rita está tomando – ela não pode nem desconfiar que está fazendo reposição hormonal! Ocorre, porém, que entre uma injeção e outra, Mário Jorge começa a ficar extremamente sensível, assistindo a musicais com Ladir e querendo discutir a relação com Celinha, enquanto Rita passa a treinar musculação com Deise e fica um pouco grosseira. |                                      |                      |                                        | |                        |
| 53 (33) | "A Ilha do Dr. Ladir"                | Cininha de Paula     | Miguel Falabella, Maria Carmem Barbosa | Aracy Balabanian e Alexandra Richter                                                                      | 18 de novembro de 2008 |
| Álvara e Ladir montam uma clínica clandestina de estética na cobertura e várias socialites acabam se encantando com o estabelecimento. Entre elas, Shafika Sarakutian, uma milionária armênia conhecida de Copélia que tem a certeza de já conhecer Mário Jorge e Rita! E a confusão no Jambalaya está armada! (Curiosidade: O episódio foi cheio de referências ao extinto humorístico "Sai de Baixo", onde Aracy Balabanian, Miguel Falabella e Marisa Orth trabalharam juntos.) |                                      |                      |                                        | |                        |
| 54 (34) | "A Terceira Praga do Egito"          | Cininha de Paula     | Miguel Falabella, Maria Carmem Barbosa | Orlando Drummond e Carlos Kahn                                                                            | 25 de novembro de 2008 |
| Mário Jorge cria seu novo empreendimento: o Ranário Dassoin – a pura carne da rã em domicílio, cujos sócios são dona Álvara e seu Ladir. Para garantir o sucesso do negócio, a síndica faz uma transposição da água do parque aquático para o matagal atrás do Jambalaya. Tudo, evidentemente, custeado pelos condôminos através de suas taxas malucas. Irritados com a ascensão financeira de Mário Jorge, Rita, Arnaldo, Isadora e Tatalo decidem dar uma lição no empresário. |                                      |                      |                                        | |                        |
| 55 (35) | "Até que a Morte os Reúna"           | Cininha de Paula     | Miguel Falabella, Maria Carmem Barbosa | Maria Helena Pader e Gilberto Marmoros                                                                    | 2 de dezembro de 2008  |
| Bozena descobre que comprou um bilhete de loteria premiado. Quando procura o papel, lembra que o deixou com Barafun, um senhor de 80 anos com quem caminhava nas horas vagas. Só que todos são pegos de surpresa com a notícia de que ele acabou de morrer e, sendo assim, a trupe se junta para ir ao velório, na intenção de apanhar o bilhete premiado! |                                      |                      |                                        | |                        |
| 56 (36) | "A Grama do Vizinho"                 | Cininha de Paula     | Miguel Falabella, Maria Carmem Barbosa | Eduardo Galvão, Rafael Zulu e Raul Veiga                                                                  | 10 de dezembro de 2008 |
| Álvara chega anunciando que indicou a trupe toda para participar do programa "A Grama do Vizinho", uma gincana entre famílias na TV. Só que a estreia dos Moreira e dos Dassoin na telinha é um fiasco: Rita, Arnaldo, Isadora, Tatalo e Deise contra Mário Jorge, Celinha, Copélia, Adônis e Bozena. Para piorar, Álvara e Ladir são os consultores das equipes. Só que, como se tratando da turma do Jambalaya, nada é normal, a confusão rola solta no programa! |                                      |                      |                                        | |                        |
| 57 (37) | "Milagre no Jambalaya"               | Cininha de Paula     | Miguel Falabella, Maria Carmem Barbosa | Leo Jaime e Renata Imbriani                                                                               | 16 de dezembro de 2008 |
| Os moradores do 11º andar do bloco C do Jambalaya Ocean Drive decidem fazer uma ceia de Natal em conjunto e um amigo secreto entre eles. Os problemas começam quando, para desespero de Rita, Arnaldo chega em casa com um peru vivo. Isadora também surpreende trazendo a sua contribuição: uma cesta natalina, mas explica que a pegou de uma vizinha cega do terceiro andar e no local colocou uma bolsa cheia de tijolos roubados da portaria. Ladir ainda inventa um coral natalino eclético, com todos os participantes fantasiados. Para completar a festa, o anjo caído Tavares baixa sem uma asa no Jambalaya. Para recuperar a asa e voltar ao Paraíso, ele precisa garantir que os moradores do condomínio tornem-se pessoas melhores em 24 horas. Só mesmo um milagre de Natal pode ajudar esse anjo! |                                      |                      |                                        | |                        |

O último episódio da temporada (especial de natal) foi exibido no dia 16 de dezembro. Por causa da estreia da minissérie Capitu, o episódio 56 que seria originalmente exibido no dia 9 de dezembro foi exibido no dia 10 de dezembro, quarta-feira logo após a novela A Favorita. Nos dias 23 de dezembro e 30 de dezembro, a Rede Globo transmitiu especiais de fim de ano.

## 3ª Temporada (2009)
| # | Título do episódio                     | Direção          | Roteiro                                | Participações especiais | Exibição original      |
| --- | -------------------------------------- | ---------------- | -------------------------------------- | --- | ---------------------- |
| 58 (1) | "Cada Vez Mais Pobres"                 | Cininha de Paula | Miguel Falabella, Maria Carmem Barbosa | Silvetty Montilla, Saulo Rodrigues, Marcio Machado, Otto Jr., Isabelita dos Patins, Kayka Sabatella, Juju Maravilha, Paula Braga e Ava Simões | 14 de abril de 2009    |
| A crise financeira chega ao Jambalaya. Arnaldo perde seu consultório e é obrigado a transferir seus equipamentos para casa, onde atende aos clientes e, com o apoio de Álvara, lança o plano Odontojamba. O mesmo acontece com Mário Jorge, que se torna mestre de obras do condomínio. Para completar, Ladir foi embora. Quem traz notícias dele é sua amiga Charuba, o que faz com que Álvara promova uma festa em homenagem a seu ex-marido reunindo figuras inimagináveis. Nota: Ítalo Rossi deixa o elenco da série para se dedicar ao teatro. |                                        |                  |                                        | |                        |
| 59 (2) | "Por Causa da Maionese"                | Cininha de Paula | Miguel Falabella, Maria Carmem Barbosa | Zezé Polessa e Roberto Lobo | 21 de abril de 2009    |
| Enquanto Celinha prepara um jantar especial com a maionese Hellmann's, Isadora e Tatalo descobrem que a recompensa para entregar um terrorista foragido que é a cara de Arnaldo é de cinco milhões de dólares. Eles, então, pensam em entregá-lo aos agentes do FBI que estão no Brasil. E uma nova personagem se junta às confusões do Jambalaya: a neurótica terapeuta Percy. Primeira Aparição de: Miguel Magno como Dra. Percy |                                        |                  |                                        | |                        |
| 60 (3) | "A Bolsa ou a Vida"                    | Cininha de Paula | Miguel Falabella, Maria Carmem Barbosa | - | 28 de abril de 2009    |
| Com os estragos da crise financeira no Jambalaya, Celinha se associa a Bozena para vender cocadas e Tatalo começa a trabalhar para a Miau Service, que realiza ligações clandestinas no local. Enquanto isso, Arnaldo e Rita descobrem que Deise furou os pneus de seu carro. Revoltados com as atitudes tiranas de Álvara, o quarteto decide processá-la, exigindo uma "bolsa-ditadura". É aí que a Dra. Percy resolve realizar uma terapia de grupo. Isso vai dar certo? |                                        |                  |                                        | |                        |
| 61 (4) | "Cada Macaco no seu Galho"             | Cininha de Paula | Miguel Falabella, Maria Carmem Barbosa | Zezé Polessa | 5 de maio de 2009      |
| Adônis resolve escrever um livro com o incentivo de Dra. Percy, que quer que ele exorcise seus fantasmas de alguma forma. O título do livro é Nem papai, nem mamãe, bom mesmo é frango assado!, baseado em Copélia. Todos ficam revoltados, pois o livro fala sobre todas as verdades das duas famílias. Mas o inesperado acontece: o livro cai nas mãos de Harolda Neves, a jornalista fofoqueira do jornal 'Trombeta da Barra', que publica todas as fofocas. Ausente: Arlete Salles como Copélia |                                        |                  |                                        | |                        |
| 62 (5) | "A Garota da Capa"                     | Cininha de Paula | Miguel Falabella, Maria Carmem Barbosa | Gianne Albertoni, Anja Bittencourt e Antônio Firmino                                                                                          | 12 de maio de 2009     |
| Álvara contrata Orlanda Blum, uma modelo internacionalmente famosa para estrelar uma campanha social em prol da favela que se formou atrás do Jambalaya. Ela conhece Tatalo no corredor do condomínio e começam a namorar. As duas famílias se preparam para receber a modelo e Mário Jorge aproveita da situação para se autodivulgar, chamando toda a imprensa para cobrir o evento... mas a moça tem sérios problemas psicológicos! Ausente: Norma Bengell como Deise |                                        |                  |                                        | |                        |
| 63 (6) | "O Rouxinol do Jambalaya"              | Cininha de Paula | Miguel Falabella, Maria Carmem Barbosa | Daniel Boaventura | 19 de maio de 2009     |
| Após assistir um vídeo na internet da escocesa Susan Boyle, Bozena fica encantada e se põe a cantar tal qual ela. Todos ficam impressionados com a bela voz da polaca e começa uma batalha pelos direitos de agenciá-la. Mário Jorge e Celinha ganham a disputa, mas quando um importante produtor vem conferir o seu talento, Bozena amarela. E Álvara - em conjunto com Rita e Arnaldo - vai aproveitar a chance. Ausente: Miguel Magno como Dra. Percy |                                        |                  |                                        | |                        |
| 64 (7) | "Não tem pão, comam bolo!"             | Cininha de Paula | Miguel Falabella, Maria Carmem Barbosa | César Calixto | 26 de maio de 2009     |
| Dona Álvara faz um plebiscito para tentar mudar o estatuto do condomínio. Ela quer um terceiro mandato e, para isso, compra os votos dos condomínios e dos moradores de favela oferecendo-lhes presentes. Uma bomba é jogada no prédio e os moradores do 11º andar são obrigados a visitar o apartamento de Álvara. Eles identificam vários objetos roubados por ela, que então admite que é cleptomaníaca e que sempre que vai às casas dos condomínios leva algum objeto para sua cobertura. |                                        |                  |                                        | |                        |
| 65 (8) | "Doze horas para salvar seu casamento" | Cininha de Paula | Miguel Falabella, Maria Carmem Barbosa | Alexandre Barbalho, Letícia Isnard, Jose Karini, Stella Antunes, Zeli de Oliveira e Claire Digon                                              | 2 de junho de 2009     |
| Dra. Percy resolve promover um encontro de casais no Jambalaya. A ideia é fazer com que os maridos e esposas reafirmem os votos e fortaleçam os laços matrimoniais. Para tanto, Copélia é contratada como terapeuta sexual. Enquanto isso, Isadora planeja se tornar uma juíza e quer ir à Brasília garantir o cargo. |                                        |                  |                                        | |                        |
| 66 (9) | "Os politicamentes esquecidos"         | Cininha de Paula | Miguel Falabella, Maria Carmem Barbosa | Débora Duarte e Murilo Grossi | 9 de junho de 2009     |
| A prima de Deise, Moacira, vai ao condomínio Jambalaya tirar satisfação com os moradores que tratam sua parente com preconceito. Álvara, com medo, fica amiga dela e a contrata para chefiar a recém criada SEPOCOJA – Secretaria do Politicamente Correto do Jambalaya. Agora, todos precisam tentar virar politicamente corretos! Enquanto isso, Bozena conta para seus patrões que está grávida. Ausente: Miguel Magno como Dra. Percy |                                        |                  |                                        | |                        |
| 67 (10) | "A tal da metalinguagem"               | Cininha de Paula | Miguel Falabella, Maria Carmem Barbosa | - | 16 de junho de 2009    |
| Dra. Percy escreve uma novela que Álvara resolve colocar em produção. "A Chama de Tupã" é o nome da obra, que traz Mário Jorge e Rita como protagonistas. Na trama, o ex-casal volta a desempenhar os papéis de marido e mulher, deixando Celinha bastante enciumada. Como não poderia ser diferente, a turma do Jambalaya não consegue seguir o roteiro e a história - já muito louca - fica repleta de confusão! |                                        |                  |                                        | |                        |
| 68 (11) | "Família É Quadrilha"                  | Cininha de Paula | Miguel Falabella, Maria Carmem Barbosa | Leonardo Miggiorin e Kiko Mascarenhas | 23 de junho de 2009    |
| Adônis tem a oportunidade de se lançar como escritor, mas desiste de aparecer no lançamento do próprio livro, "Nem papai, nem mamãe, bom mesmo é frango assado", ao saber que Álvara vai investir em Dirceuzinho, um ex-discípulo de Ladir que também está se lançando com "Morra, Papai!". Como Adônis se recusa a dividir a cena, Mário Jorge e Arnaldo produzem Tatalo para que ele se passe pelo meio-irmão. |                                        |                  |                                        | |                        |
| 69 (12) | "A Alma Boa do Bloco H"                | Cininha de Paula | Miguel Falabella, Maria Carmem Barbosa | Ricardo Pereira, Anselmo Vasconcelos, Inez Viana e Alexandre Varella                                                                          | 30 de junho de 2009    |
| Isadora surpreende a família com a notícia de que ficou noiva de Xandinho, um rapaz educado, correto e com um futuro promissor, que sempre foi apaixonado por ela. Rita e Mário Jorge não conseguem conviver com a possibilidade de ver Xandinho sendo enganado pela filha. Por isso, decidem conversar com os pais do rapaz. No entanto, a chance de receber um dote da família dele faz com que o noivado seja mantido. |                                        |                  |                                        | |                        |
| 70 (13) | "O anel que tu me deste"               | Cininha de Paula | Miguel Falabella, Maria Carmem Barbosa | Ilva Niño e Banda Calypso | 28 de julho de 2009    |
| Álvara decide cobrar novas taxas para os condôminos do Jambalaya. Ela quer construir a Cidade da Álvara no terreno que restou da área preservada do matagal. Os moradores se revoltam, mas a síndica utiliza todo o dinheiro contratando a banda Calypso para um show de inauguração do mini estádio. Enquanto isso, Celinha quer que Mário Jorge lhe presenteie com um anel. Ele alega que não tem dinheiro e, para satisfazer o desejo da esposa, decide resgatar o anel que deu para Rita quando noivaram. Ausente: Norma Bengell como Deise e Miguel Magno como Dra. Percy |                                        |                  |                                        | |                        |
| 71 (14) | "Entre Quatro Paredes"                 | Cininha de Paula | Miguel Falabella, Maria Carmem Barbosa | Maria Gladys e Alexandre Dacosta | 4 de agosto de 2009    |
| Rita contrata Deise para consertar um abajur, mas, ao testar o funcionamento do objeto, ocorre um curto-circuito no condomínio Jambalaya. Todos ficam contra a moradora, que diz não ter culpa se a fiação do prédio é ruim. Um fiscal interdita o apartamento de Rita e Arnaldo e eles são obrigados a se hospedar na casa de Celinha e Mário Jorge. Dra. Percy diz que é uma excelente oportunidade para eles melhorarem o relacionamento familiar e propõe uma psicologia de confronto entre o grupo. |                                        |                  |                                        | |                        |
| 72 (15) | "A Bicharada em Festa"                 | Cininha de Paula | Miguel Falabella, Maria Carmem Barbosa | Mayara Magri | 11 de agosto de 2009   |
| Isadora reencontra um antigo amigo Senador que está com um projeto social de fazer teatro para crianças, o projeto tem o nome de “Infância mágica”. Dona Álvara aparece no apartamento de Rita querendo saber o que eles estão tramando, pois estão todos reunidos em um apartamento só. A esposa do Senador vai ao Jambalaya convocar os moradores do 11º andar a participar da peça infantil. Eles não se mostram muito a fim até descobrirem que enfrentar esse desafio, eles irão receber um cachê. Ausente: Miguel Magno como Dra. Percy |                                        |                  |                                        | |                        |
| 73 (16) | "Repondez Sil Vous Plait"              | Cininha de Paula | Miguel Falabella, Maria Carmem Barbosa | Ernani Moraes, Bianca Byington, Adriana Quadros e Carla Pompílio                                                                              | 18 de agosto de 2009   |
| Os moradores do 11º andar do condomínio Jambalaya se preparam para ir ao casamento de Moacir Aranha e Celimar. Isadora aproveita a oportunidade para lucrar, vendendo roupas e artigos de festa. O evento, no entanto, se transforma em uma grande confusão quando o noivo descobre que sua futura esposa já se envolveu com Mário Jorge e Arnaldo. E a noiva descobre que Moacir já namorou Rita e Celinha. Última Aparição de: Miguel Magno como Dra. Percy, pois o ator faleceu em decorrência ao câncer. Ausente: Alessandra Maestrini como Bozena |                                        |                  |                                        | |                        |
| 74 (17) | "O Melhor Alfredo"                     | Cininha de Paula | Miguel Falabella, Maria Carmem Barbosa | Miguel Kelner | 25 de agosto de 2009   |
| Os moradores do 11º andar do condomínio Jambalaya aceitam uma proposta de Dona Alvará para atuarem em um comercial de papel higiênico. A ideia é que os casais Rita e Arnaldo, e Celinha e Mario Jorge (criem diferentes propagandas para o produto. O melhor deles ficará com o promissor cachê. A princípio, Arnaldo não gosta muito da proposta, mas acaba convencido pela esposa. Já Mario Jorge afirma que já fez coisas muito mais vergonhosas sem ganhar nada em troca. Os dois partem então para a ação, para decidir qual deles será o melhor. Bozena bem que tenta colaborar com suas ideias, mas o que eles nem imaginam é que a proposta mais criativa será mesmo a de Copélia. Em meio a tanta confusão ainda há tempo para as armações de Isadora e para uma notícia surpreendente: Tatalo confessa que vai ser pai novamente e que está namorando uma menina do edifício. Ausente: Norma Bengell como Deise                         |                                        |                  |                                        | |                        |
| 75 (18) | "Bodas de Latão"                       | Cininha de Paula | Miguel Falabella, Maria Carmem Barbosa | - | 1 de setembro de 2009  |
| Celinha e Mário Jorge fazem dez anos de casados. Eles decidem comemorar a data em um jantar em casa, com a presença de toda a família. Rita e Arnaldo aproveitam a oportunidade para celebrar também seus dez anos de união, sem gastar dinheiro. Já Dona Álvara presenteia os anfitriões com um castiçal. Para a infelicidade da síndica, Deise reconhece o objeto, roubado da portaria do condomínio Jambalaya. Apesar da confusão que se instaura, Celinha gosta da festa e propõe, no final do jantar, que todos da mesa façam trovas. Enquanto isso, Adônis diz que está apaixonado. Ele conhece uma menina, filha do dono da favela do Matagal, que, segundo o jovem, o deixa com “uma alegria enorme”. Celinha e Arnaldo ficam preocupados com o filho, que se recusa a terminar o relacionamento com a namorada. |                                        |                  |                                        | |                        |
| 76 (19) | "Álvara é um Show"                     | Cininha de Paula | Miguel Falabella, Maria Carmem Barbosa | Thaís Portinho, Andréa Bacellar, Rubens Araújo e Léo Alberty                                                                                  | 8 de setembro de 2009  |
| Álvara conta que tem recebido mensagens de Ladir em seus sonhos e que seu ex-marido lhe disse: “Você precisa exercitar seu lado artístico. Álvara, vai para o palco. O palco é mara!”. Pensando nisso, a síndica resolve se aventurar na carreira de cantora, marcando o show de lançamento de seu DVD na área cultural do condomínio Jambalaya. Todos os moradores são obrigados a comparecer, sob ameaça de pagamento de multa. Já Bozena aproveita o show de Álvara para descolar um trabalho extra: como camareira da síndica. Para introduzir o show de Álvara, Isadora faz um discurso, contando que irá assumir a direção da área cultural do condomínio. Além das várias gafes que tiram risadas da plateia, a moça tenta filosofar e acaba soltando que “a cultura é como o telescópio. Porque o telescópio não vê através do muro, mas em compensação pode enxergar as estrelas”.                                                        |                                        |                  |                                        | |                        |
| 77 (20) | "Tatalo Mãos de Tesoura"               | Cininha de Paula | Miguel Falabella, Maria Carmem Barbosa | José Rubens Chachá | 15 de setembro de 2009 |
| Tatalo vai descobrir que tem um dom: ser cabeleireiro. Ele abre um salão de beleza no condomínio Jambalaya e faz sucesso na região. A síndica Dona Álvara e a empregada Bozena são as primeiras a mudarem de visual com o rapaz, que faz verdadeiras obras de arte e recebe o apelido de Tatalo Mãos de Tesoura. Deise também surpreende a todos com seu novo visual. Em sua nova fase, ela não só aparece vestindo um delicado vestido rosa, como também anuncia seu casamento com o namorado, Vânia (José Rubens Chachá), um cabeleireiro. |                                        |                  |                                        | |                        |
| 78 (21) | "As duas faces de Celinha"             | Cininha de Paula | Miguel Falabella, Maria Carmem Barbosa | Jacqueline Laurence | 22 de setembro de 2009 |
| Uma disputa pela herança de Geneviève, mãe de Mário Jorge, vai agitar o Jambalaya. Isadora e Tatalo unirão esforços para tentar convencer a avó de que a melhor coisa que ela deve fazer é deixar seu apartamento para os netos. Mas não será fácil convencer Geneviève, principalmente depois que um suposto acidente transformar a personalidade de Celinha, de quem ela sempre gostou. Para a surpresa de todos, incluindo sua sogra, Celinha vai mostrar que herdou muitas características de sua mãe, Copélia. Quem não vai gostar nada disso é Mário Jorge, que tentará desfazer a confusão criada pela mulher. Mas aí será tarde e Geneviève já terá decidido o que vai fazer com sua herança. |                                        |                  |                                        | |                        |
| 79 (22) | "Cada qual tem seu preço"              | Cininha de Paula | Miguel Falabella, Maria Carmem Barbosa | Jeniffer Nascimento | 29 de setembro de 2009 |
| A possível chegada de novos moradores ao Jambalaya é o principal assunto do episódio ‘Cada qual tem seu preço’. Na tentativa de evitar que o bandido Osvaldo Medonho compre um dos apartamentos, D. Álvara tenta negociar com a vizinhança para que todos votem contra a presença do “mau elemento” no prédio. Celinha e Mário Jorge não pensam duas vezes e aceitam a proposta da síndica, que oferece uma área adjacente ao apartamento dos dois para ser usada como terraço. Quem não gosta nada deste acordo é Adônis que namora Osvaldineide, filha de Osvaldo Caveirão. O jovem ainda se esforça para convencer a mãe de que é importante para ele que a namorada vá morar no Jambalaya. Mas Celinha prefere garantir o seu terraço a ter que conviver com um bandido no prédio. A confusão fica ainda maior quando Osvaldirene descobre que quase toda a vizinhança está unida para impedir que seu pai compre o apartamento no condomínio. |                                        |                  |                                        | |                        |
| 80 (23) | "A Foca no Armário"                    | Cininha de Paula | Miguel Falabella, Maria Carmem Barbosa | Thelma Reston e Antônio Fragoso | 6 de outubro de 2009   |
| Todos voltam abatidos do enterro de Seu Aquiles. Copélia conta que conhecia muito bem o falecido. Arnaldo resolve seguir a dieta de D. Maura e começa a tomar suco de luz. Isadora promete ajudar o pai com o interesse dele na vaga de garagem do morador do apartamento 504. Todos assistem a palestra de D. Maura sobre alimentação saudável. Dona Deise acaba ficando com a foca que era de Seu Aquiles e Isadora arranja um jeito de ganhar dinheiro com o animal. Um agente do IBAMA e todos acabam presos, mas Copélia os tira da prisão. |                                        |                  |                                        | |                        |
| 81 (24) | "Eu Também Compro Essa Mulher"         | Cininha de Paula | Miguel Falabella, Maria Carmem Barbosa | Maurício Mattar e Cláudia Lira | 13 de outubro de 2009  |
| A chegada de um milionário que adora conquistar mulheres casadas tira o sossego dos moradores do Jambalaya. No episódio ‘Eu também compro esta mulher’, Damasceno, que sempre escondeu uma grande paixão por Rita oferece um milhão de dólares para passar uma noite com a mulher de Arnaldo. O milionário pede ajuda para Isadora e Mario Jorge, antigo amigo de Damasceno. Para dar uma forcinha na negociação e convencer Arnaldo a permitir que Rita aceite o convite de seu antigo admirador, D. Álvara o procura para dizer que há uma enorme dívida em seu nome no Jambalaya. É claro que esta mentira vem à tona, deixando Arnaldo um pouco mais aliviado. Mas a esta altura, Rita já está convencida de que seria um excelente negócio aceitar a inusitada proposta de Damasceno. |                                        |                  |                                        | |                        |
| 82 (25) | "A Gravidez das Coisas"                | Cininha de Paula | Miguel Falabella, Maria Carmem Barbosa | Zezeh Barbosa, Sylvia Massari e Murilo Elbas                                                                                                  | 20 de outubro de 2009  |
| Por causa de uma festa das bruxas, as coisa começam a ficar estranhas no Jambalya e Bozena tem surto. Coisas estranhas começam a acontecer no Jambalaya, o que deixa os moradores muito assustados. Mario Jorge muda de ramo e passa a vender túmulos. E acaba vendendo um túmulo que já tem dono. A confusão está armada quando a verdadeira dona do túmulo aparece. |                                        |                  |                                        | |                        |
| 83 (26) | "O Asilo das Almas Aflitas"            | Cininha de Paula | Miguel Falabella, Maria Carmem Barbosa | Jandir Ferrari e Thaís Portinho | 27 de outubro de 2009  |
| Jânio, morador do Jambalaya não suporta mais os abusos de poder de Dona Álvara . A síndica alega que a soberania do condomínio está ameaçada e solicita uma assembléia extraordinária. Na reunião, ela propõe a criação de um fundo de segurança, o que acarretaria mais taxas extras. Jânio se revolta e briga com Álvara, que o expulsa do imóvel. Copélia resolve, então, dar asilo político ao moço, abrigando-o no apartamento de Celinha. Ele apronta todas para derrubar Álvara, incluindo atirar uma prancha enorme de cima do apartamento! No fim, Álvara, com um olho roxo, ameaça detonar o apartamento com um avião a jato comprado para monitorar o espaço aéreo do Jambalaya. As confusões continuam no episódio seguinte. |                                        |                  |                                        | |                        |
| 84 (27) | "O Asilo das Almas Aflitas II"         | Cininha de Paula | Miguel Falabella, Maria Carmem Barbosa | Jandir Ferrari e Thaís Portinho | 3 de novembro de 2009  |
| No episódio anterior, Jânio, morador do Jambalaya, arma uma grande confusão para destituir Álvara do cargo de síndica. Mesmo depois de ficar sob asilo político no apartamento de Celinha e Mário Jorge, Jânio é expulso do Jambalaya. Quando percebe uma possibilidade de fuga, porém, Jânio invade o apartamento de Rita e Arnaldo e faz Isadora, Tatalo e Adônis reféns. Dona Álvara tenta controlar a confusão que se instaura no condomínio exigindo que a milícia do local, MIJA, capture o ex-morador. Copélia se desespera com ao perceber que pode nunca mais ver Jânio, um de seus namorados, e faz de tudo para impedir a ação da síndica. |                                        |                  |                                        | |                        |
| 85 (28) | "Safados na pista"                     | Cininha de Paula | Miguel Falabella, Maria Carmem Barbosa | Fafy Siqueira, Mirna Rubim, Paulo Reis e Maurício Moço                                                                                        | 10 de novembro de 2009 |
| Arnaldo resolve andar de bicicleta no escuro vestido de preto e acaba sendo atropelado por Mario Jorge. Já Copélia, depois de ser pega mais uma vez no Matagal, é obrigada a frequentar um grupo de Viciados em Sexo e acaba completando o programa intensivo de desintoxicação. A princípio apenas Isadora apoia Copélia, mas depois todos resolvem comparecer a colação de grau que vira uma grande confusão. |                                        |                  |                                        | |                        |
| 86 (29) | "Darwin se equivocou"                  | Cininha de Paula | Miguel Falabella, Maria Carmem Barbosa | Rubens Araújo e Marcele Nogueira | 17 de novembro de 2009 |
| Dona Álvara resolve acabar com as brigas do Jambalaya e decide fazer um sorteio das vagas do estacionamento do condomínio. Arnaldo fica com a vaga 1.241 (considerada uma das piores) e Mário Jorge com a vaga 50 (uma das melhores), Copélia se oferece para ajudar a síndica, e, além das vagas, se torna parte do prêmio do sorteio. Arnaldo finalmente vê uma luz no fim do túnel. Depois de passar meses atendendo os pacientes em seu apartamento, ele consegue encontrar um amigo disposto a dividir um consultório dentário com ele. Rita não consegue conter a alegria e diz que o dia em que a cadeira de dentista sair da porta de seu apartamento, ela irá se considerar uma mulher realizada. O episódio possui uma segunda parte, exibida no episódio seguinte. |                                        |                  |                                        | |                        |
| 87 (30) | "Darwin se equivocou II"               | Cininha de Paula | Miguel Falabella, Maria Carmem Barbosa | Rubens Araújo, Izabella Bicalho, Marcelo Picchi e Lugui Palhares                                                                              | 24 de novembro de 2009 |
| Continuação do episódio anterior. Patritcha começa a sentir as contrações ainda no apartamento de Celinha e percebe que não tem tempo de se deslocar para o hospital. A anfitriã, sua mãe Copélia e Bozena são obrigadas a realizar o parto, que ocorre com sucesso. O bebê, no entanto, é muito peludo e Mário Jorge (Miguel Falabella) acredita que sua família está regredindo na escala da evolução e que sua neta é uma macaca. Depois de ser ameçada com um processo, Dona Álvara afirma que deixou Copélia ensaiar para as Olimpíadas do Jambalaya e que vai contratar um menino para escrever no carro do marido de Rosalva. |                                        |                  |                                        | |                        |
| 88 (31) | "A Guerra das Panelas"                 | Cininha de Paula | Miguel Falabella, Maria Carmem Barbosa | Sandro Christopher | 1 de dezembro de 2009  |
| Quando Rita decide participar do concurso de culinária do Jambalaya com uma deliciosa receita de arroz soberbo, Celinha se revolta. E quanto mais se aproxima o dia da disputa, mais os ânimos se exaltam no condomínio. Mario Jorge e Arnaldo tentam acalmar suas esposas, mas nada amansa as duas competidoras que afirmam que vencer é uma questão de honra. Mas no dia da final, assim que Huan Huon Huá, juiz do concurso e noivo de Dona Álvara, está para anunciar a vencedora, Tatalo avisa que os moradores da favela vizinha do Jambalaya ameaçam invadir o prédio caso a síndica não cumpra a promessa de distribuir os pratos do concurso. |                                        |                  |                                        | |                        |
| 89 (32) | "Família Vende Tudo"                   | Cininha de Paula | Miguel Falabella, Maria Carmem Barbosa | Guida Viana e Sandro Christopher | 9 de dezembro de 2009  |
| Dona Álvara divulga o resultado do concurso, declarando Deise como vencedora, com uma macarronada de inspiração alemã. Celinha e Rita não concordam com a decisão do juiz e ficam ainda mais revoltadas quando escutam Álvara se negar a dar o prêmio de dez mil reais para Deise. Cansadas da corrupção que ocorre no Jambalaya, as duas começam a procurar outro lugar para morar. Enquanto isso, os moradores da favela ao lado do condomínio ameaçam invadir o Jambalaya. Eles querem as comidas que sobraram do concurso, mas não tem quantidade suficiente para todos. Álvara tenta controlar a confusão, acionando a milícia do condomínio. A confusão continua no episódio seguinte. |                                        |                  |                                        | |                        |
| 90 (33) | "Revolução no Jambalaya"               | Cininha de Paula | Miguel Falabella, Maria Carmem Barbosa | Guida Viana e Edio Nunes | 16 de dezembro de 2009 |
| No episódio anterior, a favela ao lado do Jambalaya decide invadir o condomínio após o concurso. Os moradores do 11º andar do Jambalaya se tornam reféns dos revolucionários. Os habitantes da favela do Matagal, liderados por Elvanecir, resolvem invadir o condomínio e levar todos os bens e móveis dos apartamentos. Mário Jorge quer sair da confusão e pensa em entregar Dona Álvara, que possui muitos inimigos no local. Sua tentativa, no entanto, fracassa e todos acabam presos no prédio. Elvanecir faz uma reforma imobiliária e prende Mário Jorge, Dona Álvara, Celinha, Rita, Arnaldo, Bozena, Isadora, Copélia, Tatalo, Adônis e Deise no apartamento de Celinha. O destino dos personagens é decidido no episódio seguinte. |                                        |                  |                                        | |                        |
| 91 (34) | "A caminho das estrelas"               | Cininha de Paula | Miguel Falabella, Maria Carmem Barbosa | Ítalo Rossi e Guida Vianna | 22 de dezembro de 2009 |
| Os apartamentos do Jambalaya são saqueados e os habitantes do 11º andar ficam ilhados na casa de Mário Jorge e Celinha. Elvanecir, chefe da milícia local, conta que provavelmente ninguém sairá vivo da confusão. Desesperados, todos pressionam Mário Jorge a reescrever os rumos desta história - visto que ele é interpretado pelo roteirista do programa. Ele aceita o desafio e redige uma outra trama. Uma nave alienígena paira sobre o condomínio e todos escutam a voz de Ladir, vindo de dentro de um disco voador. É a chance de um final feliz para Mário Jorge, Celinha, Rita, Arnaldo, Copélia, Bozena, Álvara, Isadora, Tatalo, Adônis e Deise. |                                        |                  |                                        | |                        |